# Kamalapuram
Kamalapuram is een panchayatdorp in het district Bellary van de Indiase staat Karnataka. 

## Demografie
Volgens de Indiase volkstelling van 2001 wonen er 21.811 mensen in Kamalapuram, waarvan 50% mannelijk en 50% vrouwelijk is. De plaats heeft een alfabetiseringsgraad van 49%.